# Johan Severin Almer

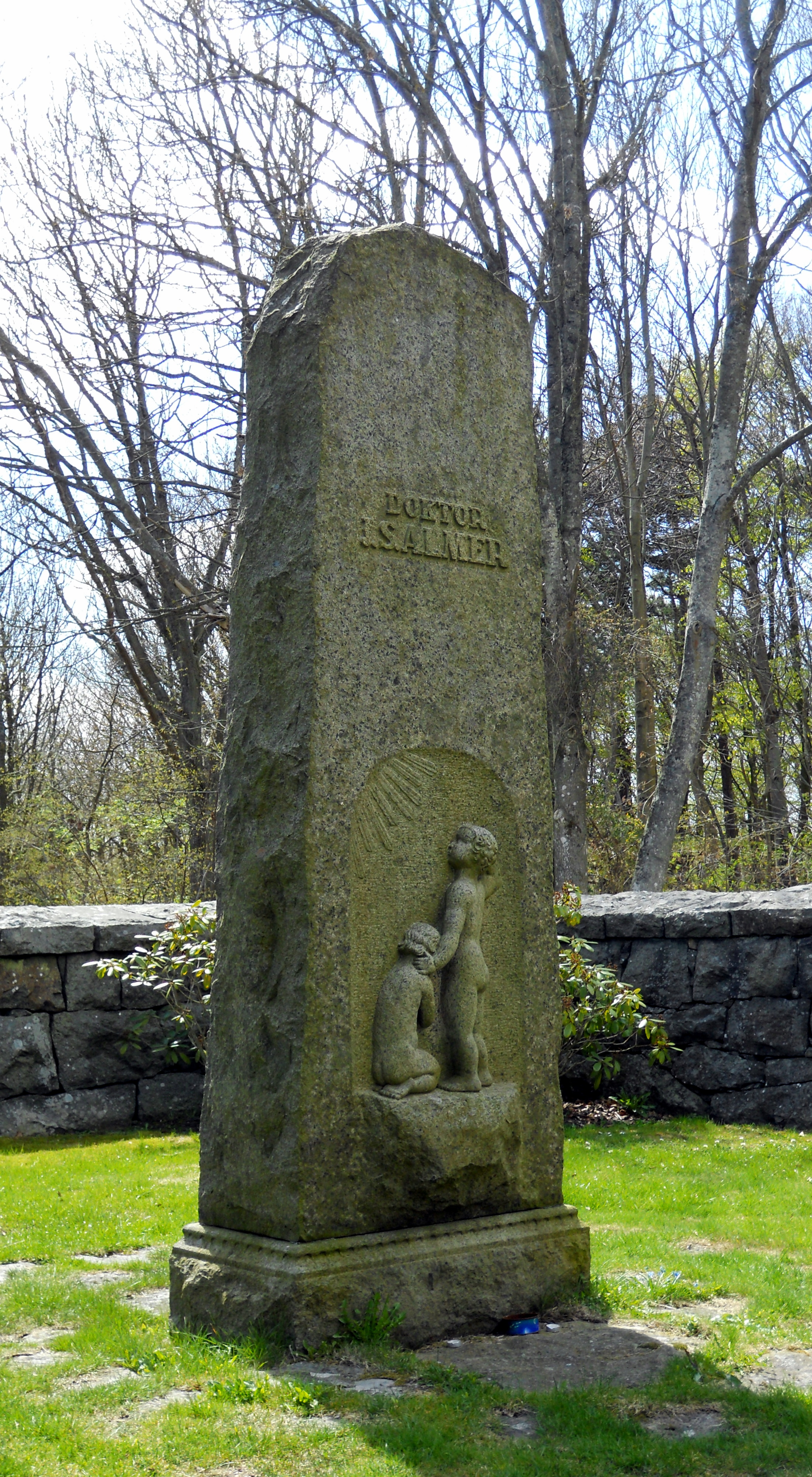
Almers grav i Varberg.

Johan Severin Almer (i riksdagen kallad Almer i Varberg), född 13 maj 1861 i Grimetons socken i Halland, död 13 maj 1927 i Varberg, var en svensk läkare och politiker (liberal).
Johan Severin Almer föddes på Liagården nr 10:2 i Grimetons socken nära Varberg. Han kom från en bondesläkt; föräldrar var lantbrukaren Anders Nilsson och dennes hustru Sara Svensson. Johan Severin ansågs vara studiebegåvad, och med tanken att pojken skulle bli präst fick han börja i Varbergs läroverk 1878. Han kom 1879 till Halmstads läroverk och tog studentexamen där 1883. Johan Severin Almer hade dock inga planer på att bli präst. Han beslutade sig för utbilda sig till läkare och skrevs in vid medicinska fakulteten vid Uppsala universitet hösten 1883. Han medicine kandidat vid Uppsala universitet 1889 och medicine licentiat vid Karolinska institutet 1893. Efter examen arbetade han en kort tid som läkare i Visby, men redan samma år kom han som praktiserade läkare till hemstaden Varberg. Han var Varbergs stadsläkare 1903–1927.
År 1904 grundade doktor Almer Kustsanatoriet Apelviken, beläget vid Lilla Apelviken strax söder om Varberg. Han var övertygad om att havsluften skulle ha en läkande inverkan på skrofulösa (tuberkulösa) barn.
Johan Severin Almer var även politiskt engagerad som kandidat för Frisinnade landsföreningen, både kommunalt, i landstinget och i riksdagen. Han var ledamot av Varbergs stadsfullmäktige åren 1899–1922, valdes 1910 till ordförande i fullmäktige beredningsutskott och 1913 till badhusstyrelsens ordförande. 1917 blev han stadsfullmäktiges ordförande. År 1910 valdes han till ledamot av Hallands läns landsting. Han var riksdagsledamot i första kammaren för Hallands läns valkrets 1912–1919. Som kandidat för de frisinnade tillhörde han dess riksdagsparti Liberala samlingspartiet. I riksdagen var han bland annat suppleant i bankoutskottet 1912–1913 och i statsutskottet 1914–1918 samt vid lagtima riksdagen 1919. Som riksdagsman var han främst engagerad i medicinska frågor. Han skrev en egen motion gällande bostadsinspektion och konsulentverksamhet vad gäller landsbygdens bostadsförhållanden.
Almer var även verkställande direktör för Varberg-Ätrans Järnväg 1914–1926.
Doktor Almer är gravsatt på den lilla kyrkogård, som finns i anslutning till det tidigare sanatoriet. Där vilar också ett antal av de avlidna patienter, oftast ungdomar, som av kostnadsskäl inte kunde föras till sina avlägsna, norrländska hemorter. I södra delen av centralorten Varberg minner Almers väg om hans gärning.